# 崔達喜
崔 達喜（チェ・ダリ、朝鮮語: 최달희/崔達喜、1907年2月13日または12月13日または1911年12月13日 - 1994年6月22日）は、日本統治時代の朝鮮の教員、ジャーナリスト、大韓民国のジャーナリスト、メディア実業家、政治家。参議員。キリスト教徒。

## 経歴
日本統治時代の慶尚北道慶山郡（現・慶山市）出身。大邱師範学校（現・大邱教育大学校）卒。小中学校の教師や大邱日報、毎日新報で記者を務めた後、慶尚北道学務局長、大邱時報社編集局長、国防部政訓局専門委員、東洋通信社編集局長、聯合新聞社代表取材役・発行人、国政時報社長などを務めた。政界においては韓国社会党選挙対策委員長などを務めたほか、新緑会という団体の会長を務めた。